# Kopprarp
Kopprarp är en bebyggelse i Hällaryds socken i Karlshamns kommun i Blekinge län. Kopprarp klassades av SCB före 2015 som en småort för att därefter mellan 2015 och 2023 räknas som en del av tätorten Hällaryd. Från 2023 klassas den åter som en separat småort